# World Padel Tour 2023
El World Padel Tour 2023 fue la undécima y última edición del circuito profesional de pádel World Padel Tour. Esta edición se celebró a lo largo del año 2023, contó con 26 torneos y tuvo tanto categoría masculina como femenina. Se trató de la edición más internacional de World Padel Tour, ya que se jugó en 14 países distintos de Europa, América y Asia, superando los 12 de la edición anterior.
A comienzos de año se publicaron renovados el reglamento de disciplina y la normativa técnica, que entraron en vigor a partir de esta temporada 2023.
En el plano deportivo, tanto en el circuito femenino como en el masculino se realizaron bastantes cambios de pareja en la parte alta del ranking, formándose incluso parejas dispuestas a romper con la hegemonía de los número 1 en ambas categorías:
En categoría masculina, los principales cambios incluyeron la unión de Agustín Tapia y Arturo Coello, Coki Nieto y Pablo Lima, Maxi Sánchez y Lucas Campagnolo, Silingo y Juan Martín Díaz, Miguel Lamperti y Juan Cruz Belluati, Javi Ruiz y Gonzalo Rubio, Jon Sanz y Javi Leal, Lucho Capra y Agustín Gutiérrez, Alex Arroyo y Miguel Yanguas y la vuelta tanto de los "superpibes" Franco Stupaczuk y Martín Di Nenno como la de los experimentados Fernando Belasteguín y Sanyo Gutiérrez. En cambio, parejas como Juan Tello y Paquito Navarro, Álex Ruiz y Momo González, Javi Garrido y Fede Chingotto y los números uno Juan Lebrón y Alejandro Galán mantuvieron su proyecto para World Padel Tour 2023.
En categoría femenina, las tres mejores parejas de 2022 siguieron juntas, Gemma Triay y Ale Salazar, Ari Sánchez y Paula Josemaría y Bea González y Marta Ortega, además de las gemelas Mapi y Majo Sánchez Alayeto y la pareja revelación, Verónica Virseda y Bárbara Las Heras. El resto de parejas de la parte alta de ranking se separaron y, tras los cambios, las nuevas parejas formadas fueron: Tamara Icardo y Virginia Riera, Lucía Sainz y Aranza Osoro, Delfi Brea y Sofía Araujo, Alix Collombon y Carla Mesa, Patty Llaguno y Victoria Iglesias, Jessica Castelló y Claudia Jensen, Eli Amatriaín y Ana Catarina Nogueira, Carolina Navarro y Mari Carmen Villalba y Marta Talaván y Lorena Rufo. Pero en las novedades para esta temporada destacó sobre todo la retirada provisional de Marta Marrero a sus 39 años; a principios de diciembre anunció que tras el Master Final dejaría de competir debido a su deseo de ser madre, dejando abierta la puerta a un probable regreso a la competición.

## Calendario
El Calendario de 2023, revelado por WPT el 18 de enero, incorporó varias novedades respecto al resto de ediciones. La categoría "Open" se dividió en dos, "Open 1000" y "Open 500", haciendo referencia el número a la cantidad de puntos para el ranking que consigue cada integrante de la pareja ganadora (los antiguos "Open" equivalen, por lo tanto, a los actuales "Open 1000").
Por primera vez, Finlandia albergó un torneo Open, aunque el año pasado ya se realizó una exhibición en Tampere. De igual manera destaca la "gira americana" de marzo; tres semanas seguidas de torneos en países de América, que serán Argentina, Chile y Paraguay, en las ciudades de La Rioja, Santiago de Chile y Asunción, todas debutantes. Se mantuvieron en el calendario algunas ciudades europeas que ya acogieron un Open el año pasado como Ámsterdam, Bruselas, Copenhague o Malmö. También se incorporaron dos nuevos países europeos al calendario; el primer torneo será en Abu Dabi, en los Emiratos Árabes, y al comenzar el otoño tendremos un Open 1000 en Alemania.
No habrá día del mes de mayo en que no se esté disputando un torneo WPT; un total de cinco torneos, cuatro Open y el Master de Marbella se celebrarán de manera consecutiva desde el 1 de mayo hasta el 4 de junio.
Habrá tres torneos de la nueva categoría "Open 500", que se celebrarán en Reus, Alicante y Santander (más tarde se anunció un cuarto Open 500, en Albacete, explicado más adelante).
Con la vuelta de un Open en Granada, torneo que no se celebraba desde 2018, Andalucía se convierte en la comunidad autónoma o región con más torneos en un año, con un total de tres.
Para acabar el año, Barcelona y el Palau Sant Jordi se han ganado a pulso volver a ser la sede del Master Final 2023, después del récord histórico de asistencia a un partido de pádel (12.141 espectadores) que se batió, nuevamente en el Palau Sant Jordi, en semifinales del Barcelona Master Final 2022.
A pesar de la constante lucha por igualar los premios en ambas categorías masculina y femenina, una vez más el Master de Buenos Aires, uno de los torneos más importantes del año, no contará con modalidad femenina.
Un total de tres torneos de 2022 no se celebrarán este año. Los Open de Miami y Sardegna se caen del calendario, al igual que el torneo en Portugal, que ha sido común en las últimas ediciones de WPT. 
En principio estaba pactado que la temporada se inaugurase con un Open en Mallorca, torneo que no se disputaba desde 2016 e iba a contar con las instalaciones de la Rafa Nadal Academy, pero el 12 de enero WPT comunicó, sin dar explicaciones, que el torneo inaugural sería el Master de Abu Dabi. Seis días después se publicó el calendario, efectivamente, sin el torneo en tierras mallorquinas.
En principio el calendario oficial debía ser revelado antes de terminar el 2022. El 7 de noviembre de ese año WPT comunicó que "en próximas fechas, nunca más tarde del Estrella Damm Master Final que tendrá lugar en Barcelona entre el 15 y el 18 de diciembre, Word Padel Tour desvelará el resto del calendario 2023". Finalmente, el 18 de enero de 2023, exactamente un mes después de la conclusión del mencionado torneo, WPT publicó el calendario para la inminente temporada, aunque sin las pruebas Challenger, el Challenger Final y exhibiciones.
Primera modificación, el 10 de febrero se anuncian los primeros cambios en el calendario:
- Dificultades logísticas provocan que el Estocolmo Open, que iba a disputarse del 17 al 23 de abril, sea aplazado a 2024.
- Se anuncia el nuevo Open 500 de Albacete del 6 al 11 de junio.
- Cambian de fecha de tres torneos; el Madrid Master se retrasa una semana y el Santander Open y el Menorca Open se intercambian de posición en el calendario..
- El color de los Open 500 se cambia de azul claro a naranja, el color, hasta ahora, representativo de los torneos Challenger, por lo que se dio a entender que los Open 500 los iban a sustituir.

| Torneo                 | Ciudad           | País            | Fecha                               | Ref.   |
| ---------------------- | ---------------- | --------------- | ----------------------------------- | ------ |
| Abu Dhabi Master       | Abu Dabi         | Emiratos Árabes | 20 de febrero - 26 de febrero       | [ 47 ] |
| La Rioja Open 1000     | La Rioja         | Argentina       | 6 de marzo - 12 de marzo            | [ 48 ] |
| Chile Open 1000        | Santiago         | Chile           | 13 de marzo - 19 de marzo           | [ 49 ] |
| Paraguay Open 1000     | Asunción         | Paraguay        | 20 de marzo - 26 de marzo           | [ 50 ] |
| Reus Open 500          | Reus             | España          | 27 de marzo - 2 de abril            | [ 51 ] |
| Granada Open 1000      | Granada          | España          | 10 de abril - 16 de abril           | [ 52 ] |
| Stockolm Open 1000     | Estocolmo        | Suecia          | 17 de abril - 23 de abril           |        |
| Brussels Open 1000     | Bruselas         | Bélgica         | 24 de abril - 30 de abril           | [ 53 ] |
| Alicante Open 500      | Alicante         | España          | 1 de mayo - 7 de mayo               | [ 54 ] |
| Vigo Open 1000         | Vigo             | España          | 8 de mayo - 14 de mayo              | [ 55 ] |
| Danish Open 1000       | Copenhague       | Dinamarca       | 17 de mayo - 21 de mayo             | [ 56 ] |
| Vienna Open 1000       | Viena            | Austria         | 22 de mayo - 28 de mayo             | [ 57 ] |
| Marbella Master        | Marbella         | España          | 29 de mayo - 4 de junio             | [ 58 ] |
| Albacete Open 500      | Albacete         | España          | 6 de junio - 11 de junio            |        |
| France Open 1000       | Toulouse         | Francia         | 12 de junio - 18 de junio           | [ 59 ] |
| Valladolid Master      | Valladolid       | España          | 17 de junio - 25 de junio           | [ 60 ] |
| València Open 1000     | Valencia         | España          | 3 de julio - 9 de julio             | [ 61 ] |
| Málaga Open 1000       | Málaga           | España          | 24 de julio - 30 de julio           | [ 62 ] |
| Finland Open 1000      | Tampere          | Finlandia       | 28 de agosto - 3 de septiembre      | [ 63 ] |
| Madrid Master          | Madrid           | España          | 19 de septiembre - 24 de septiembre | [ 64 ] |
| Germany Open 1000      | por determinar   | Alemania        | 25 de septiembre - 1 de octubre     | [ 65 ] |
| Amsterdam Open 1000    | Ámsterdam        | Países Bajos    | 9 de octubre - 15 de octubre        | [ 66 ] |
| Santander Open 500     | Santander        | España          | 23 de octubre - 29 de octubre       |        |
| Menorca Open 1000      | Menorca          | España          | 17 de octubre - 22 de octubre       | [ 67 ] |
| Malmö Open 1000        | Malmö            | Suecia          | 6 noviembre - 12 noviembre          | [ 68 ] |
| Buenos Aires Master    | Buenos Aires     | Argentina       | 13 de noviembre - 19 de noviembre   |        |
| Mexico Open 1000       | Ciudad de México | México          | 20 de noviembre - 26 de noviembre   | [ 69 ] |
| Barcelona Master Final | Barcelona        | España          | 14 de diciembre - 17 de diciembre   | [ 70 ] |

(Calendario actualizado a 15 de octubre de 2023)
Resumen por tipo de prueba
- 1 Master Final
- 4 Master
- 17 Open 1000
- 2 Open 500

Número y tipo de pruebas por países y continentes
| País            | Torneos | Master | Open 1000 | Open 500 |
| --------------- | ------- | ------ | --------- | -------- |
| España          | 10      | 3      | 5         | 2        |
| Argentina       | 1       | 0      | 1         | 0        |
| México          | 1       | 0      | 1         | 0        |
| Suecia          | 1       | 0      | 1         | 0        |
| Bélgica         | 1       | 0      | 1         | 0        |
| Francia         | 1       | 0      | 1         | 0        |
| Finlandia       | 1       | 0      | 1         | 0        |
| Alemania        | 1       | 0      | 1         | 0        |
| Dinamarca       | 1       | 0      | 1         | 0        |
| Países Bajos    | 1       | 0      | 1         | 0        |
| Paraguay        | 1       | 0      | 1         | 0        |
| Chile           | 1       | 0      | 1         | 0        |
| Austria         | 1       | 0      | 1         | 0        |
| Emiratos Árabes | 1       | 1      | 0         | 0        |

| Continente | Torneos | Master | Open 1000 | Open 500 |
| ---------- | ------- | ------ | --------- | -------- |
| Europa     | 19      | 3      | 13        | 2        |
| América    | 4       | 0      | 4         | 0        |
| Asia       | 1       | 1      | 0         | 0        |

## Campeones por torneo

### Competición masculina
Master
     Open 1000
     Open 500
     Master Final
| Torneo     | Ganadores                        | Finalistas                          | Resultado             | Refs.                                                   |
| ---------- | -------------------------------- | ----------------------------------- | --------------------- | ------------------------------------------------------- |
| Abu Dhabi  | Agustín Tapia Arturo Coello      | Juan Lebrón Alejandro Galán         | 7-6(5) / 6-3          | [ 72 ] [ 73 ]                                           |
| La Rioja   | Agustín Tapia Arturo Coello      | Tino Libaak Leo Augsburger          | 6-1 / 6-0             | [ 74 ] [ 75 ] [ 76 ] [ 77 ]                             |
| Chile      | Agustín Tapia Arturo Coello      | Juan Lebrón Alejandro Galán         | 6-4 / 6-7(3) / 7-5    | [ 78 ]                                                  |
| Paraguay   | Agustín Tapia Arturo Coello      | Franco Stupaczuk Martin Di Nenno    | 6-2 / 6-1             | [ 79 ] [ 80 ] [ 81 ] [ 82 ]                             |
| Reus       | Momo González Miguel Yanguas     | José A. G. Diestro Pincho Fernández | 6-3 / 7-6(5)          | [ 83 ]                                                  |
| Granada    | Agustín Tapia Arturo Coello      | Franco Stupaczuk Martin Di Nenno    | 6-4 / 7-5             | [ 84 ] [ 85 ] [ 86 ] [ 87 ]                             |
| Brussels   | Agustín Tapia Arturo Coello      | Franco Stupaczuk Martin Di Nenno    | 7-6() / 3-6 / 6-3     | [ 88 ] [ 89 ] [ 90 ] [ 91 ]                             |
| Alicante   | Juanlu Esbrí Edu Alonso          | Javier Ruiz Gonzalo Rubio           | 2-6 / 6-4 / 6-4       | [ 92 ] [ 93 ]                                           |
| Vigo       | Agustín Tapia Arturo Coello      | Juan Lebrón Alejandro Galán         | 6-3 / 6-7(4) / 7-6(5) | [ 94 ] [ 95 ]                                           |
| Copenhagen | Franco Stupaczuk Martin Di Nenno | Sanyo Gutiérrez Momo González       | 6-3 / 6-2             | [ 96 ]                                                  |
| Vienna     | Agustín Tapia Arturo Coello      | Franco Stupaczuk Martin Di Nenno    | 6-3 / 6-3             | [ 97 ] [ 98 ]                                           |
| Marbella   | Agustín Tapia Arturo Coello      | Sanyo Gutiérrez Momo González       | 6-3 / 6-2             | [ 99 ] [ 100 ] [ 101 ] [ 102 ] [ 103 ] [ 104 ]          |
| France     | Franco Stupaczuk Martin Di Nenno | Fede Chingotto Paquito Navarro      | 6-2 / 6-4             | [ 105 ] [ 106 ] [ 107 ] [ 108 ] [ 109 ]                 |
| Valladolid | Franco Stupaczuk Martin Di Nenno | Agustín Tapia Arturo Coello         | 4-6 / 6-4 / 7-6(4)    |                                                         |
| València   | Franco Stupaczuk Martin Di Nenno | Jon Sanz Alejandro Galán            | 6-3 / 6-3             | [ 110 ] [ 111 ] [ 112 ] [ 113 ] [ 114 ] [ 115 ] [ 116 ] |
| Málaga     | Agustín Tapia Arturo Coello      | Juan Tello Alejandro Ruiz           | 7-5 / 7-6(3)          | [ 117 ] [ 118 ] [ 119 ]                                 |
| Finland    | Juan Lebrón Alejandro Galán      | Jon Sanz Coki Nieto                 | 6-0 / 7-6(5)          | [ 120 ]                                                 |
| Madrid     | Franco Stupaczuk Martin Di Nenno | Agustín Tapia Arturo Coello         | 7-5 / 6-4             | [ 121 ]                                                 |
| Germany    | Juan Lebrón Alejandro Galán      | Franco Stupaczuk Martin Di Nenno    | 6-2 / 6-2             | [ 122 ] [ 123 ]                                         |
| Amsterdam  | Franco Stupaczuk Martin Di Nenno | Fede Chingotto Paquito Navarro      | 4-6 / 6-2 / 6-2       | [ 124 ] [ 125 ]                                         |
| Menorca    | Juan Lebrón Alejandro Galán      | Agustín Tapia Arturo Coello         | 6-3 / 6-2             | [ 126 ] [ 127 ]                                         |
| Malmö      | Juan Lebrón Alejandro Galán      | Franco Stupaczuk Martin Di Nenno    | 6-3 / 6-4             | [ 128 ] [ 129 ]                                         |
| México     | Agustín Tapia Arturo Coello      | Tino Libaak Leo Augsburger          | 6-4 / 6-2             | [ 130 ] [ 131 ]                                         |
| Barcelona  | Fede Chingotto Paquito Navarro   | Juan Lebrón Alejandro Galán         | 6-1 / 6-4             | [ 132 ] [ 133 ]                                         |

### Competición femenina
Master
     Open 1000
     Open 500
     Master Final
| Torneo     | Ganadoras                      | Finalistas                      | Resultado          | Refs.                                                   |
| ---------- | ------------------------------ | ------------------------------- | ------------------ | ------------------------------------------------------- |
| Abu Dhabi  | Ariana Sánchez Paula Josemaría | Alejandra Salazar Gemma Triay   | 6-3 / 6-3          | [ 134 ] [ 135 ] [ 136 ] [ 137 ]                         |
| La Rioja   | Alejandra Salazar Gemma Triay  | Marta Ortega Bea González       | 6-7(6) / 6-4 / 6-1 | [ 138 ] [ 139 ] [ 140 ]                                 |
| Chile      | Alejandra Salazar Gemma Triay  | Jessica Castelló Claudia Jensen | 6-1 / 1-0, ret.    | [ 141 ]                                                 |
| Paraguay   | Alejandra Salazar Gemma Triay  | Ariana Sánchez Paula Josemaría  | 7-6 / 7-6          | [ 142 ] [ 143 ] [ 144 ]                                 |
| Reus       | Ariana Sánchez Paula Josemaría | Alejandra Salazar Gemma Triay   | 6-3 / 6-2          | [ 145 ]                                                 |
| Granada    | Ariana Sánchez Paula Josemaría | Alejandra Salazar Gemma Triay   | 6-2 / 7-6(4)       | [ 146 ] [ 147 ] [ 148 ] [ 149 ]                         |
| Brussels   | Ariana Sánchez Paula Josemaría | Alejandra Salazar Gemma Triay   | 6-7() / 6-3 / 7-5  | [ 150 ] [ 151 ] [ 152 ]                                 |
| Alicante   | Marta Ortega Sofía Araújo      | Tamara Icardo Virginia Riera    | 7-6(5) / 7-6(6)    | [ 153 ]                                                 |
| Vigo       | Ariana Sánchez Paula Josemaría | Alejandra Salazar Gemma Triay   | 6-2 / 6-3          | [ 154 ] [ 155 ]                                         |
| Copenhagen | Bea González Delfi Brea        | Alejandra Salazar Gemma Triay   | 6-2 / 3-6 / 6-4    | [ 156 ]                                                 |
| Vienna     | Ariana Sánchez Paula Josemaría | Bea González Delfi Brea         | 6-3 / 6-1          | [ 157 ] [ 158 ]                                         |
| Marbella   | Ariana Sánchez Paula Josemaría | Tamara Icardo Virginia Riera    | 6-1 / 6-4          | [ 159 ] [ 160 ] [ 101 ] [ 161 ] [ 162 ] [ 163 ]         |
| France     | Ariana Sánchez Paula Josemaría | Bea González Delfi Brea         | 6-1 / 4-6 / 7-6(1) | [ 164 ] [ 165 ] [ 166 ] [ 167 ] [ 168 ]                 |
| Valladolid | Bea González Delfi Brea        | Marta Ortega Gemma Triay        | 6-2 / 5-7 / 6-2    |                                                         |
| València   | Ariana Sánchez Paula Josemaría | Marta Ortega Gemma Triay        | 6-3 / 6-1          | [ 169 ] [ 170 ] [ 171 ] [ 172 ] [ 173 ] [ 174 ] [ 175 ] |
| Málaga     | Ariana Sánchez Paula Josemaría | Marta Ortega Gemma Triay        | 6-4 / 6-3          | [ 176 ] [ 177 ]                                         |
| Finland    | Bea González Delfi Brea        | Alejandra Salazar Sofía Araújo  | 6-4 / 6-1          | [ 178 ]                                                 |
| Madrid     | Ariana Sánchez Paula Josemaría | Marta Ortega Gemma Triay        | 6-3 / 7-6(4)       | [ 179 ]                                                 |
| Germany    | Ariana Sánchez Paula Josemaría | Marta Ortega Gemma Triay        | 6-3 / 7-6(5)       | [ 180 ] [ 181 ]                                         |
| Amsterdam  | Ariana Sánchez Paula Josemaría | Bea González Delfi Brea         | 7-6(5) / 6-0       | [ 182 ] [ 183 ]                                         |
| Menorca    | Marta Ortega Gemma Triay       | Ariana Sánchez Paula Josemaría  | 6-4 / 4-6 / 6-4    | [ 184 ] [ 185 ]                                         |
| Malmö      | Bea González Delfi Brea        | Alejandra Salazar Sofía Araújo  | 6-4 / 6-3          | [ 186 ] [ 187 ]                                         |
| México     | Bea González Delfi Brea        | Tamara Icardo Virginia Riera    | 6-4 / 6-2          | [ 188 ] [ 189 ]                                         |
| Barcelona  | Bea González Delfi Brea        | Jessica Castelló Aranza Osoro   | 6-4 / 6-1          | [ 190 ] [ 191 ]                                         |

## Ranking inicial
Así estaba el ranking de WPT al inicio de la temporada 2023, antes de disputarse el primer torneo.

### Ranking masculino individual
| N.º | Nombre               | Puntos |
| --- | -------------------- | ------ |
| 1   | Alejandro Galán      | 16.720 |
| 1   | Juan Lebrón          | 16.720 |
| 3   | Agustín Tapia        | 10.610 |
| 3   | Sanyo Gutiérrez      | 10.610 |
| 5   | Arturo Coello        | 9.875  |
| 5   | Fernando Belasteguín | 9.875  |
| 7   | Paquito Navarro      | 8.420  |
| 8   | Martín Di Nenno      | 8.145  |
| 9   | Franco Stupaczuk     | 7.380  |
| 10  | Juan Tello           | 7.130  |
| 11  | Pablo Lima           | 7.040  |
| 12  | Federico Chingotto   | 6.465  |
| 13  | Alejandro Ruíz       | 5.950  |
| 14  | Momo González        | 5.210  |
| 15  | Luciano Capra        | 4.536  |
| 16  | Maxi Sánchez         | 4.493  |
| 17  | Coki Nieto           | 3.639  |
| 18  | Lucas Campagnolo     | 3.607  |
| 19  | Javi Garrido         | 3.430  |
| 20  | Jon Sanz             | 3.017  |
| 21  | Miguel Yanguas       | 2.847  |
| 22  | Miguel Lamperti      | 2.542  |
| 23  | Francisco Gil        | 2.211  |
| 24  | Ramiro Moyano        | 2.128  |
| 25  | Gonzalo Rubio        | 2.099  |
| 26  | Agustín Gutiérrez    | 2.045  |
| 26  | Josete Rico          | 2.045  |
| 28  | Javier Ruiz          | 1.897  |
| 29  | Javier Rico          | 1.840  |
| 30  | Alejandro Arroyo     | 1.839  |
| 31  | Pincho Fernández     | 1.762  |
| 31  | José A. G. Diestro   | 1.762  |
| 33  | Javier Leal          | 1.729  |
| 34  | Lucas Bergamini      | 1.726  |
| 35  | Víctor Ruiz          | 1.705  |
| 36  | Juanlu Esbri         | 1.491  |
| 37  | Agustín G. Silingo   | 1.488  |
| 38  | Eduardo Alonso       | 1.444  |
| 39  | Jorge Ruiz           | 1.437  |
| 40  | Juan Cruz Belluati   | 1.405  |
| 41  | Salvador Oria        | 1.397  |
| 42  | Raúl Marcos          | 1.287  |
| 43  | Javier García Mora   | 1.263  |
| 44  | Javier G. Barahona   | 1.262  |
| 45  | Juan Martín Díaz     | 1.253  |
| 46  | Pablo Lijó           | 1.232  |
| 47  | Iván Ramírez         | 1.223  |
| 48  | Marc Quílez          | 1.163  |
| 48  | Toni Bueno           | 1.163  |
| 50  | Antón Sans           | 1.141  |

### Ranking masculino por parejas
| N.º | Pareja                               | Puntos | Unión           |
| --- | ------------------------------------ | ------ | --------------- |
| 1   | Alejandro Galán Juan Lebrón          | 33.440 | enero de 2020   |
| 2   | Fernando Belasteguín Sanyo Gutiérrez | 20.485 | nueva           |
| 2   | Agustín Tapia Arturo Coello          | 20.485 | nueva           |
| 4   | Juan Tello Paquito Navarro           | 15.550 | octubre de 2022 |
| 5   | Franco Stupaczuk Martín Di Nenno     | 15.525 | nueva           |
| 6   | Momo González Álex Ruiz              | 11.160 | mayo de 2022    |
| 7   | Coki Nieto Pablo Lima                | 10.736 | nueva           |
| 8   | Javier Garrido Federico Chingotto    | 9.895  | octubre de 2022 |
| 9   | Maxi Sánchez Lucas Campagnolo        | 8.100  | nueva           |
| 10  | Agustín Gutiérrez Lucho Capra        | 6.581  | nueva           |
| 11  | Javier Leal Jon Sanz                 | 4.746  | nueva           |
| 12  | Alex Arroyo Miguel Yanguas           | 4.686  | nueva           |
| 13  | Ramiro Moyano Francisco Gil          | 4.339  | julio de 2022   |
| 14  | Javier Ruiz Gonzalo Rubio            | 3.996  | nueva           |
| 15  | Miguel Lamperti Juan Cruz Belluati   | 3.947  | nueva           |
| 16  | Pincho Fernández José A. G. Diestro  | 3.524  | octubre de 2020 |

### Ranking femenino individual
| N.º | Nombre                | Puntos |
| --- | --------------------- | ------ |
| 1   | Alejandra Salazar     | 16.530 |
| 1   | Gemma Triay           | 16.530 |
| 3   | Ariana Sánchez        | 16.195 |
| 3   | Paula Josemaría       | 16.195 |
| 5   | Beatriz González      | 8.463  |
| 5   | Marta Ortega          | 8.463  |
| 7   | Mª Virginia Riera     | 5.625  |
| 8   | Patricia Llaguno      | 5.410  |
| 9   | Marta Marrero         | 5.212  |
| 10  | Lucía Sainz           | 5.079  |
| 11  | Victoria Iglesias     | 5.038  |
| 12  | Aranzazu Osoro        | 4.996  |
| 13  | Bárbara Las Heras     | 4.885  |
| 13  | Verónica Virseda      | 4.885  |
| 15  | Mapi Sánchez Alayeto  | 4.870  |
| 16  | Majo Sánchez Alayeto  | 4.275  |
| 17  | Delfina Brea          | 3.490  |
| 18  | Tamara Icardo         | 3.200  |
| 19  | Sofía Araújo          | 3.151  |
| 20  | Marta Talaván         | 2.716  |
| 21  | Claudia Jensen        | 2.632  |
| 22  | Carla Mesa            | 2.614  |
| 23  | Jessica Castelló      | 2.363  |
| 24  | Alix Colombon         | 2.293  |
| 25  | Carolina Navarro      | 1.965  |
| 26  | Lucía Martínez        | 1.823  |
| 27  | Esther Carnicero      | 1.778  |
| 28  | Elisabet Amatriaín    | 1.765  |
| 29  | Nuria Rodríguez       | 1.760  |
| 30  | Carmen Goenaga        | 1.692  |
| 31  | Beatriz Caldera       | 1.691  |
| 32  | Lorena Rufo           | 1.667  |
| 33  | Claudia Fernández     | 1.609  |
| 34  | Mª Carmen Villalba    | 1.516  |
| 35  | Julieta Bidahorria    | 1.454  |
| 36  | Ana Catarina Nogueira | 1.370  |
| 37  | Melanía Merino        | 1.353  |
| 38  | Marta Barrera         | 1.346  |
| 39  | Marta Caparrós        | 1.325  |
| 40  | Marina Guinart        | 1.324  |
| 41  | Sofía Saiz            | 1.301  |
| 42  | Araceli Martínez      | 1.281  |
| 43  | Teresa Navarro        | 1.214  |
| 44  | Noa Cánovas           | 1.189  |
| 45  | Sandra Bellver        | 1.183  |
| 46  | Anna Cortiles         | 1.173  |
| 47  | Giulia Sussarello     | 1.166  |
| 48  | Marina Martínez Lobo  | 1.126  |
| 49  | Xènia Clascà          | 1.112  |
| 50  | Arantxa Soriano       | 1.105  |

### Ranking femenino por parejas
| N.º | Pareja                                    | Puntos | Unión           |
| --- | ----------------------------------------- | ------ | --------------- |
| 1   | Gemma Triay Alejandra Salazar             | 33.060 | enero 2021      |
| 2   | Ariana Sánchez Paula Josemaría            | 32.390 | enero 2021      |
| 3   | Beatriz González Marta Ortega             | 16.926 | septiembre 2021 |
| 4   | Victoria Iglesias Patricia Llaguno        | 10.448 | nueva           |
| 5   | Aranzazu Osoro Lucía Sainz                | 10.075 | nueva           |
| 6   | Verónica Virseda Bárbara Las Heras        | 9.770  | octubre 2021    |
| 7   | Majo Sánchez Alayeto Mapi Sánchez Alayeto | 9.145  | siempre juntas  |
| 8   | Tamara Icardo Virginia Riera              | 8.825  | nueva           |
| 9   | Sofía Araujo Delfina Brea                 | 6.641  | nueva           |
| 10  | Jessica Castelló Claudia Jensen           | 4.995  | nueva           |
| 11  | Carla Mesa Alix Collombon                 | 4.907  | nueva           |
| 12  | Lorena Rufo Marta Talaván                 | 4.383  | nueva           |
| 13  | Esther Carnicero Lucía Martínez           | 3.601  | marzo de 2022   |
| 14  | Carolina Navarro Mari Carmen Villalba     | 3.481  | nueva           |
| 15  | Carmen Goenaga Beatriz Caldera            | 3.383  | nueva           |
| 16  | Ana C. Nogueira Eli Amatriaín             | 3.135  | nueva           |